# Francesco Cigardi
Francesco Cigardi (Como, 5 luglio 1984) è un ex calciatore italiano, di ruolo centrocampista.

## Carriera
Ha esordito in Serie A nel corso della stagione 2002-2003 con la maglia del Como, squadra che segue nella sua discesa prima nel campionato cadetto e poi in C1, dove diventa titolare. Seguono esperienze col Pizzighettone, col Montichiari e con la Pro Patria, prima di intraprendere l'avventura svizzera col Chiasso.
Nella stagione 2011/2012 si trasferisce alla Pontelambrese, che milita nel campionato di prima categoria in Lombardia.
A gennaio 2014 sigla l'accordo con il Copreno Calcio, squadra militante nella Prima Categoria lombarda.
A settembre 2014 si trasferisce al Real Anzano, squadra di Prima Categoria lombarda.